# Любстово
Любстово (пол. Lubstowo, нім. Lupushorst) — село в Польщі, у гміні Новий Став Мальборського повіту Поморського воєводства.
Населення — 208 осіб (2011).
У 1975-1998 роках село належало до Ельблонзького воєводства.

## Демографія
Демографічна структура станом на 31 березня 2011 року:
|          | Загалом | Допрацездатний вік | Працездатний вік | Постпрацездатний вік |
| -------- | ------- | ------------------ | ---------------- | -------------------- |
| Чоловіки | 118     | 34                 | 78               | 6                    |
| Жінки    | 90      | 16                 | 54               | 20                   |
| Разом    | 208     | 50                 | 132              | 26                   |